# De djinn van de zee
De djinn van de zee is een sprookje uit Marokko.

## Het verhaal
Ciad heeft veel kinderen samen met zijn vrouw, ze leven aan de zee en zijn arm. Hij werkt hard, maar vangt nooit meer dan drie vissen. Op een dag stijgt djinn el Bahari voor zijn ogen op. Ciad vraagt om medelijden en de djinn geeft hem een tafel cadeau. Ciad mag het tegen niemand zeggen, als je tegen de tafel zegt "matsered akhdem chegholok" ("tafeltje doe je werk") zal couscous, mechoui, kippensoep en schaperagout verschijnen. Ciad mag de djinn niet langer lastigvallen met weerhaken en netten.
Ciad vertelt zijn vrouw alles en zij laat het tafeltje gebraden vlees maken, hier verlangde ze al jaren naar. Elke dag wordt een feestmaal bereid en de vrouw besluit haar nicht uit te nodigen. De nicht is verbaasd over het vele voedsel, ze is nieuwsgierig naar de bron. De vrouw besluit haar familielid in vertrouwen te nemen en de nicht wil het tafeltje dan voor zichzelf. Ze besluit enkele dagen te komen logeren met haar man.
De man van de nicht maakt het tafeltje na en ruilt ze om. De vissersvrouw kan geen eten meer bereiden en de visser gaat terug naar zee. Hij vangt zeven dagen niets en de vrouw gaat naar haar nicht om wat voedsel te vragen, zij hebben haar toch ook gastvrij ontvangen. De nicht heeft geen medelijden en is bang dat de diefstal van het tafeltje wordt ontdekt. Ze stuurt de vrouw naar huis.
De visser blijft de zee op gaan en djinn el Bahari komt weer voor zijn ogen. De djinn wil weten waarom hij terug is gekomen en hoort het verhaal. De visser moet een maaltijd maken en de nicht opnieuw uitnodigen voor ouada. De nicht wil weten wat er nog beter is dan het tafeltje en komt naar de maaltijd. De vrouw beschuldigt haar nicht van de diefstal en zegt dat ze geen medelijden heeft. De nicht ontkent.
Dan verschijnt djinn el Bahari en deze vertelt dat hij uit liefde een tweede tafeltje geschonken had, maar neemt nu het echtpaar mee over de zeven zeeën.

## Achtergronden
- Ouada is een feest dat gevierd wordt als een wens in vervulling is gegaan.
- Een soortgelijke tafel komt voor in Tafeltje dek je, ezeltje strek je en knuppel uit de zak en in De zoete pap.
- Ook in Van de visser en zijn vrouw worden wensen van de visser vervuld.